# Hibiscus sinosyriacus
Hibiscus sinosyriacus är en malvaväxtart som beskrevs av Liberty Hyde Bailey. Hibiscus sinosyriacus ingår i Hibiskussläktet som ingår i familjen malvaväxter. Inga underarter finns listade i Catalogue of Life.